# Championnat d'Antigua-et-Barbuda de football 2000-2001
Navigation
Saison précédente Saison suivante
La saison 2000-2001 du Championnat d'Antigua-et-Barbuda de football est la trentième édition de la Premier Division, le championnat de première division à Antigua-et-Barbuda. Les douze formations de l'élite sont regroupées au sein d'une poule unique où elles s'affrontent deux fois, à domicile et à l'extérieur. En fin de saison, les deux derniers du classement sont relégués et remplacés par les deux meilleurs clubs de First Division.
C'est l'Empire FC, triple tenant du titre, qui remporte à nouveau la compétition cette saison après avoir terminé en tête du classement final, avec vingt-et-un points d'avance sur Bassa SC. Il s’agit du treizième titre de champion d'Antigua-et-Barbuda de l'histoire du club.

## Les clubs participants
- Empire FC
- Lion Hill Spliff FC
- Jennings United FC
- Bullets FC - Promu de First Division
- Future Stars FC - Promu de First Division
- Police FC - Promu de First Division
- Old Road FC
- Bassa SC
- Parham FC
- English Harbour FC
- Villa Lions FC
- SAP FC

## Compétition
Le barème de points servant à établir le classement se décompose ainsi :
- Victoire : 3 points
- Match nul : 1 point
- Défaite : 0 point

### Classement
| Rang | Équipe              | Pts | J  | G  | N | P  | Bp | Bc | Diff |
| ---- | ------------------- | --- | -- | -- | - | -- | -- | -- | ---- |
| 1    | Empire FCT          | 58  | 22 | 19 | 1 | 2  | 73 | 16 | +57  |
| 2    | Bassa SC            | 37  | 22 | 11 | 4 | 7  | 54 | 40 | +14  |
| 3    | SAP FC              | 33  | 22 | 10 | 3 | 9  | 42 | 35 | +7   |
| 4    | English Harbour FC  | 31  | 22 | 9  | 4 | 9  | 30 | 25 | +5   |
| 5    | Villa Lions FC      | 30  | 22 | 8  | 6 | 8  | 49 | 47 | +2   |
| 6    | Old Road FC         | 30  | 22 | 8  | 6 | 8  | 40 | 46 | -6   |
| 7    | Parham FC           | 29  | 22 | 7  | 8 | 7  | 28 | 26 | +2   |
| 8    | Bullets FCP         | 29  | 22 | 8  | 5 | 9  | 27 | 31 | -4   |
| 9    | Future Stars FCP    | 27  | 22 | 8  | 3 | 11 | 33 | 39 | -6   |
| 10   | Jennings United FC  | 23  | 22 | 5  | 8 | 9  | 31 | 38 | -7   |
| 11   | Police FCP          | 22  | 22 | 6  | 4 | 12 | 29 | 61 | -32  |
| 12   | Lion Hill Spliff FC | 19  | 22 | 5  | 4 | 13 | 26 | 50 | -24  |

|  | Qualification pour le CFU Club Championship 2001 |
|  | Relégation directe en First Division             |
|  | T : Tenant du titre P : Promu de First Division  |

## Bilan de la saison
| Championnat d'Antigua-et-Barbuda de football 2000-2001 |                       |
| Champion                                               | Empire FC (13e titre) |
| Coupes et trophées                                     |                       |
| Vainqueur de la Coupe d'Antigua-et-Barbuda 2000-2001   | Non disputée          |
| Qualifications continentales                           |                       |
| CFU Club Championship 2001                             | Empire FC             |
| Promotions et relégations                              |                       |
| Promus en Premier Division                             | Hoppers FC            |
| Promus en Premier Division                             | Freemansville FC      |
| Relégués en First Division                             | Police FC             |
| Relégués en First Division                             | Lion Hill Spliff FC   |